# Cymbicopia hanseni
Cymbicopia hanseni är en kräftdjursart. Cymbicopia hanseni ingår i släktet Cymbicopia och familjen Sarsiellidae. Inga underarter finns listade i Catalogue of Life.